# 山田穣 (サックス奏者)
山田 穣（やまだ じょう、1968年10月27日  - ）は、日本のジャズ・アルトサックス、ソプラノサックス奏者。愛称は「ヤマジョー」。演奏のスタイルはビバップ。

## 略歴
1968年、京都府に生まれる。私立武蔵高校を経て、一橋大学卒業。
中学生のときにブラスバンド部に入り、サックス演奏を始める。チャーリー・パーカーとソニー・スティットの即興演奏の自由さに影響を受け、ジャズ（ビバップ）の道に進む。
前川元、ダニー・バンクに師事。バークリー音楽大学に1年在籍し、ビル・ピアス、ジョー・ビオラの教えを受ける。1990年に日本に戻り、益田幹夫との共演を経て、椎名豊クインテットに参加する。その後も数多くのミュージシャンと共演、1990年代後半に「若き天才アルト奏者」と称され、『スイングジャーナル』誌の日本人アルト・サックス奏者部門の人気投票では、1997年、1998年、1999年と3年連続で渡辺貞夫を抜いて1位となった。

## ディスコグラフィ
ブルーストーン (BLUESTONE)
1997年、アルファ・ジャズ
初リーダー盤。
プレザント・シェイド (IN THE PLEASANT SHADE)
1998年、アルファ・ジャズ、山田穣カルテット
参加作品
- 『ヒップ・ボーン』（日野元彦セイリング・ストーン、1994年、ファンハウス）
- 『BABE』（中川英二郎、1995年、キングレコード）
- 『ムービー・ジャズ』（小林陽一&グッド・フェローズ）

## 受賞
- 第2回ハイネケン・ジャズ・コンペティション（1996年） サックス部門グランプリ[9]